# Montmorillon
Montmorillon je naselje in občina v zahodni francoski regiji Nouvelle-Aquitaine, podprefektura departmaja Vienne. Leta 2014 je naselje imelo 6.155 prebivalcev.
Po kraju se imenuje mineral montmorilonit, najden tam leta 1847.

## Geografija
Kraj leži v srednjezahodni Franciji ob reki Gartempe, 50 km jugovzhodno od Poitiersa.

## Administracija
Montmorillon je sedež istoimenskega kantona, v katerega so poleg njegove vključene še občine Bourg-Archambault, Jouhet, Journet, Lathus-Saint-Rémy, Pindray, Saint-Léomer, Saulgé in Sillars z 10.623 prebivalci.
Naselje je prav tako sedež okrožja, v katerem se nahajajo kantoni Availles-Limouzine, Charroux, Chauvigny, Civray, Couhé, Gençay, L'Isle-Jourdain, Lussac-les-Châteaux, Montmorillon, Saint-Savin in La Trimouille s 74.045 prebivalci.

## Zgodovina
V srednjem veku se je na ozemlju Montmorillona blizu notredamske cerkve nahajala utrdba.

## Zanimivosti
Montmorillon je na seznamu francoskih umetnostno-zgodovinskih mest.
- Octogone de Montmorillon, romanska kapela iz 12. stoletja, francoski zgodovinski spomenik od 1840,
- notredamska cerkev z grobnico iz 12. do 14. stoletja.

## Pobratena mesta
- Wadern (Nemčija) iz 1968,
- Medina del Campo (Španija) iz 1994,
- Safané (Burkina Faso) iz 1997,
- Gościno (Poljska) iz 2003,
- Putna (Romunija) iz 2013[2].